# Aphrodite, déesse de l'amour (film, 1957)
Pour les articles homonymes, voir Aphrodite (homonymie).
Pour plus de détails, voir Fiche technique et Distribution.
Aphrodite déesse de l’amour (La venere di Cheronea) est un péplum italo-français réalisé par Fernando Cerchio et Victor Tourjanski en 1957. 

## Fiche technique
- Titre original : La venere di Cheronea
- Réalisation : Victor Tourjanski et Fernando Cerchio
- Scénario : Damiano Damiani
- dialogues : Damiano Damiani et Federico Zardi
- Musique : Michel Michelet
- Photographie : Rodolfo Lombardi
- Montage : Antonietta Zita
- Directeur de production : Gian Paolo Bigazzi
- Société de production : Faro films Rome, Prora film Rome, Rialto films Paris
- Pays de production :  Italie,  France
- Genre : Péplum
- Durée : 1h 22 minutes
- Dates de sortie : 
  - Italie : 5 décembre 1957
  - France : 27 mai 1959

## Distribution
- Belinda Lee  (VF : Martine Sarcey) : Iride
- Jacques Sernas  (VF : Jean Claudio) : Luciano
- Massimo Girotti  (VF : Marc Cassot) : Praxitele
- Claudio Gora  (VF : Claude Peran) : le général Armonio
- Enzo Fiermonte  (VF : Jean-Claude Michel) : Timeo
- Camillo Pilotto  (VF : Fernand Rauzena) : Pomilio le marchand
- Furio Meniconi  (VF : Georges Aminel) : un officier grec
- Franco Cobianchi : un officier grec
- Giulio Falcier : un officier grec
- Elli Parvo : Elena la prostituée